# Takuya Ishioka
Takuya Ishioka (jap. 石岡拓也 Ishioka Takuya; ur. 16 grudnia 1971 we wsi Sōma w prefekturze Aomori) – japoński narciarz alpejski.

## Kariera
Po raz pierwszy na arenie międzynarodowej Takuya Ishioka pojawił się w 1990 roku, kiedy wystąpił na mistrzostwach świata juniorów w Zinal. W swoim jedynym starcie zajął tam 28. miejsce w gigancie. W zawodach Pucharu Świata zadebiutował 10 grudnia 1991 roku w Sestriere, zajmując 25. miejsce w slalomie. Tym samym już w swoim debiucie zdobył pierwsze pucharowe punkty. Nigdy nie stanął na podium zawodów tego cyklu, najlepsze lokaty uzyskał 6 grudnia 1992 roku w Val d’Isère i 9 stycznia 1994 roku w Kranjskiej Gorze, zajmując 19. miejsce w slalomie. Najlepsze wyniki osiągnął w sezonie 1993/1994, kiedy zajął 93. miejsce w klasyfikacji generalnej, a klasyfikacji slalomu zajął 34. pozycję.
W 1992 roku wystartował na igrzyskach olimpijskich w Albertville, gdzie jego najlepszym wynikiem było dziewiąte miejsce w kombinacji. Na rozgrywanych rok później mistrzostwach świata w Morioce nie ukończył żadnej konkurencji. W 1994 roku był między innymi dziewiętnasty w slalomie na igrzyskach w Lillehammer. Brał również udział w igrzyskach w Nagano cztery lata później, zajmując 21. miejsce w slalomie i 29. miejsce w gigancie. W 2002 roku zakończył karierę.

## Osiągnięcia

### Igrzyska olimpijskie
| Miejsce | Dzień     | Rok  | Miejscowość | Konkurencja | Czas biegu  | Strata     | Zwycięzca            |
| ------- | --------- | ---- | ----------- | ----------- | ----------- | ---------- | -------------------- |
| 9.      | 11 lutego | 1992 | Albertville | Kombinacja  | 14,58 pkt   | +37,25 pkt | Josef Polig          |
| 7.      | 16 lutego | 1992 | Albertville | Supergigant | 1:13,04 min | +4,77 s    | Kjetil André Aamodt  |
| 29.     | 18 lutego | 1992 | Albertville | Gigant      | 2:06,98 min | +8,94 s    | Alberto Tomba        |
| DNF     | 22 lutego | 1992 | Albertville | Slalom      | 1:44,39 min | -          | Finn Christian Jagge |
| DNF     | 15 lutego | 1994 | Lillehammer | Kombinacja  | 3:17,53 min | -          | Lasse Kjus           |
| 19.     | 27 lutego | 1994 | Lillehammer | Slalom      | 2:02,02 min | +8,32 s    | Thomas Stangassinger |
| 29.     | 19 lutego | 1998 | Nagano      | Gigant      | 2:38,51 min | +11,00 s   | Hermann Maier        |
| 21.     | 21 lutego | 1998 | Nagano      | Slalom      | 1:49,31 min | +6,38 s    | Hans Petter Buraas   |

### Mistrzostwa świata
| Miejsce | Dzień     | Rok  | Miejscowość | Konkurencja | Czas biegu  | Strata | Zwycięzca           |
| ------- | --------- | ---- | ----------- | ----------- | ----------- | ------ | ------------------- |
| DNF     | 8 lutego  | 1993 | Morioka     | Kombinacja  | 34,22 pkt   | -      | Lasse Kjus          |
| DNF     | 10 lutego | 1993 | Morioka     | Gigant      | 2:15,36 min | -      | Kjetil André Aamodt |
| DNF     | 13 lutego | 1993 | Morioka     | Slalom      | 1:40,33 min | -      | Kjetil André Aamodt |

### Mistrzostwa świata juniorów
| Miejsce | Dzień    | Rok  | Miejscowość | Konkurencja | Czas biegu  | Strata  | Zwycięzca  |
| ------- | -------- | ---- | ----------- | ----------- | ----------- | ------- | ---------- |
| 28.     | 24 marca | 1990 | Zinal       | Gigant      | 2:20,38 min | +6,63 s | Lasse Kjus |

### Puchar Świata

#### Miejsca w klasyfikacji generalnej
- sezon 1991/1992: 147.
- sezon 1992/1993: 124.
- sezon 1993/1994: 93.
- sezon 1994/1995: 110.
- sezon 1997/1998: 110.
- sezon 1998/1999: 123.

#### Miejsca na podium w zawodach
Ishioka nigdy nie stanął na podium zawodów PŚ.